# 溥仁寺
溥仁寺，俗称前寺，位于中国河北省承德市狮子沟镇喇嘛寺村，是一座藏传佛教格鲁派寺院，为“外八庙”之一，2001年被列为第五批全国重点文物保护单位。

## 历史
溥仁寺建于清朝康熙五十二年（1713年），是蒙古王公为庆祝康熙帝六十大寿而修建的。当时，“众蒙古部落，咸至阙廷，奉行朝贺，不谋同辞，具疏陈垦，愿建刹宇，为朕祝釐”。康熙帝允许他们在避暑山庄外武烈河东路建庙两座，取“寓施仁政于远荒”之意在避暑山庄东面建造溥仁寺（俗称前寺）、溥善寺（俗称后寺），清朝属理藩院管理。溥仁寺是外八庙中建成最早的寺庙，是清朝在承德兴建的第一座喇嘛庙，也是承德现存唯一一座康熙年间的寺庙（溥善寺仅存遗址）。
1914年至1948年间，溥仁寺遭受严重破坏。中华人民共和国成立后，经逐步修缮，到1987年已全面恢复旧观。1988年，在宝相长新殿内发现了雕版印刷的“曼陀罗”图以及铜制宝瓶等。
1982年，溥仁寺被列为河北省文物保护单位。1987年起，政府全面整修溥仁寺，还修复了殿内文物。2001年6月，溥仁寺被列为第五批全国重点文物保护单位。但溥仁寺一直不对外开放。
20世纪末到21世纪初，溥仁寺所在的喇嘛寺村因为紧邻承德市区，聚集了大量外来人口，不少喇嘛寺村村民修建了大批违章建筑，出租给外来人口，最近的违章建筑离溥仁寺只有几米远。随着人口增多，加上喇嘛寺村没有供排水、垃圾清运等方面的基础设施，导致低洼地带的溥仁寺常处在污水和垃圾包围中。2010年初，承德市启动避暑山庄周围寺庙环境整治工程，溥仁寺所在的喇嘛寺村被整体异地搬迁，溥仁寺周围民房几乎全部被拆除。
2011年，溥仁寺古建筑保护修缮工程开工。2012年初，有报道称溥仁寺将作为汉传佛教的宗教活动场所在2012年内开放。但此后溥仁寺并未开放。此前承德市政协委员胡晓红曾提出政协提案《关于溥仁寺设立汉传佛教道场的建议》，承办部门为避暑山庄及周围寺庙景区管理委员会。2012年2月，该提案及提案承办分别获评为承德市政协十二届四次会议以来优秀提案、优秀承办提案。

## 建筑

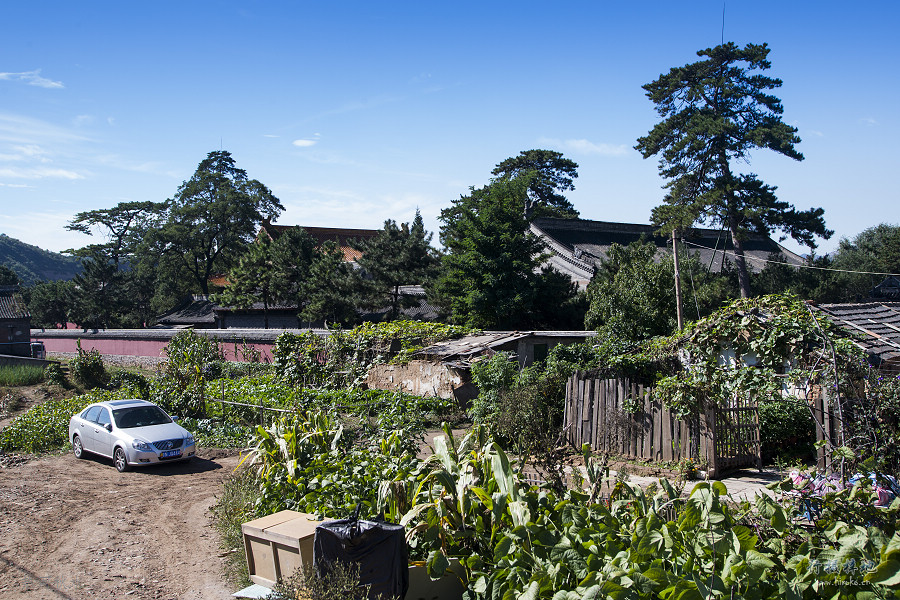
溥仁寺红墙外

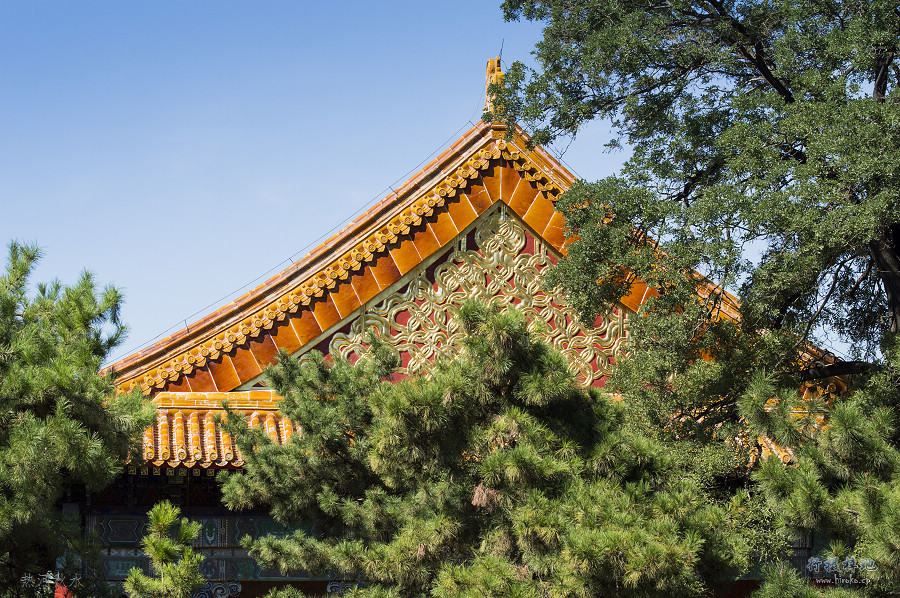
慈云普荫殿

溥仁寺坐北朝南，占地面积3.76万平方米。该寺南北长260米，东西宽145米，建筑面积4537平方米，建筑布局按汉地寺庙“伽蓝七堂”建造。溥仁寺内有两层墙垣。主要建筑分布在中轴线上，两侧对称。主要建筑有：
- 山门[3]
- 天王殿[3]
  - 钟楼、鼓楼：位于天王殿前东、西两侧。[3]
- 慈云普荫殿：为正殿。面阔七间，进深五间，单檐歇山顶，覆盖黄色琉璃瓦，殿内天花是“六字真言”图案。殿内供奉迦叶佛、释迦牟尼、弥勒佛三世佛像，两侧是十八罗汉像。[7]
  - 东、西配殿：位于慈云普荫殿前东西两侧。
- 宝相长新殿：为后殿，殿内供奉九尊无量寿佛。[3]
  - 东、西配殿：位于宝相长新殿前东西两侧。